# Pia Nielsen
Pia Nielsen er en pensioneret badmintonspiller i Danmark.
Hun vandt bronzemedaljen ved  verdensmesterskabet i badminton i 1977 i kvindernes double med Inge Borgstrøm.